# São Martinho de Alvito
São Martinho de Alvito (oficialmente, Alvito (São Martinho)) foi uma freguesia portuguesa do município de Barcelos, com 1,26 km² de área e 451 habitantes (2011). Densidade: 357,9 hab/km².
Foi extinta em 2013, no âmbito de uma reforma administrativa nacional, tendo sido agregada às freguesias de São Pedro de Alvito e Couto, para formar uma nova freguesia denominada União das Freguesias de Alvito (São Pedro e São Martinho) e Couto com sede em São Pedro.

## População
| População da freguesia de Alvito (São Martinho) (1864 – 2011) | População da freguesia de Alvito (São Martinho) (1864 – 2011) | População da freguesia de Alvito (São Martinho) (1864 – 2011) | População da freguesia de Alvito (São Martinho) (1864 – 2011) | População da freguesia de Alvito (São Martinho) (1864 – 2011) | População da freguesia de Alvito (São Martinho) (1864 – 2011) | População da freguesia de Alvito (São Martinho) (1864 – 2011) | População da freguesia de Alvito (São Martinho) (1864 – 2011) | População da freguesia de Alvito (São Martinho) (1864 – 2011) | População da freguesia de Alvito (São Martinho) (1864 – 2011) | População da freguesia de Alvito (São Martinho) (1864 – 2011) | População da freguesia de Alvito (São Martinho) (1864 – 2011) | População da freguesia de Alvito (São Martinho) (1864 – 2011) | População da freguesia de Alvito (São Martinho) (1864 – 2011) | População da freguesia de Alvito (São Martinho) (1864 – 2011) |
| ------------------------------------------------------------- | ------------------------------------------------------------- | ------------------------------------------------------------- | ------------------------------------------------------------- | ------------------------------------------------------------- | ------------------------------------------------------------- | ------------------------------------------------------------- | ------------------------------------------------------------- | ------------------------------------------------------------- | ------------------------------------------------------------- | ------------------------------------------------------------- | ------------------------------------------------------------- | ------------------------------------------------------------- | ------------------------------------------------------------- | ------------------------------------------------------------- |
| 1864                                                          | 1878                                                          | 1890                                                          | 1900                                                          | 1911                                                          | 1920                                                          | 1930                                                          | 1940                                                          | 1950                                                          | 1960                                                          | 1970                                                          | 1981                                                          | 1991                                                          | 2001                                                          | 2011                                                          |
| 118                                                           | 142                                                           | 137                                                           | 108                                                           | 135                                                           | 150                                                           | 136                                                           | 157                                                           | 231                                                           | 282                                                           | 223                                                           | 308                                                           | 343                                                           | 379                                                           | 451                                                           |